# Фалерон
Фалерон (фр. Falleron) насеље је и општина у западној Француској у региону Лоара, у департману Вандеја која припада префектури Сабл д'Олон.
По подацима из 2011. године у општини је живело 1531 становника, а густина насељености је износила 53,46 становника/km². Општина се простире на површини од 28,64 km². Налази се на средњој надморској висини од 32 метара (максималној 69 m, а минималној 22 m).

## Демографија
| 1962. | 1968. | 1975. | 1982. | 1990. | 1999. | 2011. |
| ----- | ----- | ----- | ----- | ----- | ----- | ----- |
| 876   | 907   | 942   | 1.065 | 1.086 | 1.099 | 1.531 |

График промене броја становника у току последњих година